# И-211
И-211 — советский опытный одноместный двухмоторный реактивный истребитель-бомбардировщик, спроектированный в ОКБ Горьковского авиазавода № 21 (ОКБ-21) под руководством авиаконструктора Семёна Алексеева на основе захваченных чертежей и трофейных экземпляров серийного немецкого реактивного истребителя Ме-262. Самолёт И-211 был построен в одном экземпляре. он и его последующая усовершенствованная версия И-215 в серийное производство не пошли.

## История создания

Проекции Су-9

Проекции Messerschmitt Me-262

### Разработка
Одной из главных проблем первых реактивных истребителей, и советских и зарубежных, была очень маленькая дальность полёта. В ответ на необходимость создания дальнего перехватчика, ОКБ-21 под руководством С. М. Алексеева занялось разработкой подобного самолёта на основе захваченных чертежей и трофейных экземпляров серийного немецкого реактивного истребителя Messerschmitt Me 262. Первый проект (И-210) должен был иметь два двигателя РД-20 (копия немецкого двигателя BMW-003), но их тяги было явно недостаточно, в качестве замены также рассматривались РД-10 (копия немецкого Jumo-004), но в конце концов было решено строить истребитель с двумя двигателями ТР-2 конструктора А. М. Люльки с тягой 1350 кгс.
Одноместный истребитель получил обозначение И-211, схема самолёта напоминала самолёты Су-9 и Су-11 ОКБ Сухого с такой же силовой установкой, которые были построенные также на основе Ме-262. Таким образом, по сути была сделана очередная копия реактивного мессершмитта, который во время Второй мировой войны уже использовался в Люфтваффе в качестве многоцелевого самолёта воздушного боя, в вариантах истребителя, ночного перехватчика, бомбардировщика и разведчика.
Двигатели И-211, как и на Су-11, располагались в плоскости крыла. Само крыло было прямое, трапециевидное. И-211 имел аэродинамические тормозные щитки, автоматически открывающиеся при достижении критической скорости, с ручным управлением ими для маневрирования в полёте и уменьшения посадочной скорости. Хвостовое оперение крестообразное при виде спереди. Кабина герметичная. Трёхопорное шасси со спаренными колёсами всех стоек убиралось в фюзеляж. В носовой части фюзеляжа устанавливалась мощная фара, для облегчения перехвата или посадки в ночное время суток.
Очень мощное вооружение состояло из трёх 37-мм пушек Н-37, при этом пушки могли быть заменены на пару 57-мм Н-57 прямо на аэродроме. Кроме пушечного вооружения были предусмотрены узлы для подвески бомб и разведывательного оборудования.
Комплекс радиооборудования был стандартный для того времени и включал в себя радио РСИ-6, радиополукомпас РПКО-10М и радиоответчик «свой-чужой» СЧ-3
Проект был одобрен, и в конце 1946 года на заводе № 21 началось строительство планера для статических испытаний и летающего прототипа. Тем временем, разработка двигателя ТР-2 затягивалась и в конце концов, Алексеев принял решение подогнать мотогондолы под ТР-1, чьи статические испытания начались в июле 1946 года. По установленному графику, прототип должен был быть изготовлен к 28 июня 1947 года, 10 июля самолёт надлежало передать на лётные испытания, которые полагалось завершить к 1 августа. Связан этот график был с традицией демонстрировать новые прототипы истребителей на воздушном параде в Тушино в честь дня ВВС СССР, который приходился на 18 августа.
Однако это расписание соблюсти оказалось невозможно. И-211 не принял участия в авиапараде 1947 года, а первый полёт совершил под управлением лётчика-испытателя А. А. Попова только осенью того же года.

### Испытания
Первые же шесть полётов не показали особого превосходства И-211 перед аналогичным истребителем Сухого Су-11, кроме того, явно проявилась недоведённость двигателей ТР-1. Они создавались в большой спешке, что сказалось на их надёжности, также тяга двигателя была несколько ниже заявленной. Один из двигателей работал неустойчиво и ломался настолько часто, что не хватало запчастей для текущего ремонта, которых для опытного двигателя выпускали ограниченным количеством. Вскоре программа разработки ТР-1 была свёрнута, а вслед за ней и дальнейшие работы по И-211. К тому же, при посадке, колёса шасси попали в выбоину на взлётно-посадочной полосе и одна из стоек шасси подломилась, вследствие чего самолёт проделал значительное расстояние «на брюхе» и вылетел за пределы посадочной полосы. Самолёт получил незначительные повреждения нижней части фюзеляжа и мотогондол, и был возвращён на завод для ремонта.
Данные, полученные в ходе испытаний осенью 1947 года, не удовлетворили ВВС СССР. Как и в случае с Су-11, основной причиной неудачи стала недоступность двигателей ТР-1А и ТР-2, которые так и не были доведены в ОКБ Люльки до производства. Двигатели ТР-1 в свою очередь были недостаточно мощные и слишком ненадёжные для их использования на серийном истребителе. В связи с этим было решено во время ремонта И-211 установить на нём двигатели Роллс-Ройс Дервент V c тягой по 1590 кгс. С новой силовой установкой, истребитель получил обозначение И-215.

## Варианты
- И-210 — проект с двигателями РД-10 или РД-20.
- И-211 — опытный с двигателями ТР-1.
- И-211АШ-83 — проект с двигателями АШ-83.
- И-212 — опытный с двигателями РД-45.
- УТИ-212 — проект учебно-тренировочного варианта И-212.
- И-215 — опытный с двигателями РД-500.
- И-216 — проект с двумя пушками НС-76[источник не указан 2838 дней].
- И-217 — проект со стреловидным крылом.

## Тактико-технические характеристики
Приведены данные заводский испытаний.
Источник данных: Gordon, 2002; Шавров, 1985.

Технические характеристики
- Экипаж: 1 пилот
- Длина: 11,54 м
- Размах крыла: 12,25 м
- Высота:
- Площадь крыла: 25,0 м²
- Масса пустого: 4360 кг
- Нормальная взлётная масса: 7400 кг
- Масса топлива во внутренних баках: 2000 кг (+ 500 кг в ПТБ)
- Силовая установка: 2 × ТРД ТР-1
- Тяга: 2 × 12,7 кН (1300 кгс)

Лётные характеристики
- Максимальная скорость:  
  - у земли: 950 км/ч
  - на высоте 4000 м: 910 км/ч
- Практическая дальность: 1550 км (с ПТБ)
- Практический потолок: 13 600 м
- Время набора высоты: 5000 м за 3,0 мин
- Нагрузка на крыло: 296 кг/м²
- Тяговооружённость: 0,37
- Длина разбега: 800 м
- Длина пробега: 900 м

Вооружение
- Стрелково-пушечное: 2 × 23 мм пушки НС-23 с 75 патр. на ствол